# Bertram Brockhouse
Bertram Neville Brockhouse , né le 15 juillet 1918 à Lethbridge (Alberta, Canada) et mort le 13 octobre 2003  à Hamilton (Ontario), est un physicien canadien. Il est colauréat du prix Nobel de physique 1994.

## Biographie

### Enfance et études
Brockhouse est né à Lethbridge en Alberta. En 1920, sa famille déménage à Vancouver, et il est diplômé de l'Université de la Colombie-Britannique (BA (1947) et de l'Université de Toronto (MA, (1948), où il a obtenu son ; Ph.D en 1950). De 1950 à 1962, il mène des recherches aux laboratoires nucléaires de Chalk river.

### Carrière
En 1962, il devient professeur à l'Université McMaster au Canada, où il enseignera jusqu'à sa retraite en 1984.

### Vie privée
Son grand-père était un mineur anglais ayant émigré aux États-Unis. Il s'est engagé dans des syndicats et a organisé des grèves pour protester contre les conditions de travail des mines américaines. Il a alors dû quitter les États-Unis pour rejoindre une petite ferme dans le sud de l'Alberta, avec son fils, Israël Bertram Brockhouse, le père de Bertram.
Israël a épousé Mabel Emily Brockhouse (née Neville), qui avait grandi dans l'Illinois et appartenait à une famille d'Anglais américains. Ils ont fondé une famille avec quatre enfants, dont l'aîné était Bertram, une fille Alice, et deux autres jeunes frères, Robert, mort pendant son enfance, et Gordon, qui devint ingénieur dans le civil.
Bertram s'est marié à Doris Miller, une monteuse de cinéma qui travaillait au National Film Board, et a eu six enfants avec elle : Anne, Gordon, Ian, James, Beth, et Charles.

## Travaux
Brockhouse a effectué des expériences dans le domaine de la physique du solide, comme les métaux et les cristaux. Ce genre de physique est appelé physique des états solides. Il utilise comme outil le spectromètre à neutrons qu'il a développé à Chalk River, et qui lui permet de regarder directement dans la structure cristalline des solides afin de découvrir comment des choses solides comme des roches ou des gemmes sont structurées de l’intérieur et comment elles tiennent ensemble. 
Mais au niveau atomique, la longueur d’onde d'un rayon de lumière visible est « trop grande ». La longueur d’onde de la lumière en provenance d’une lampe de poche est d’environ 7000 Angstroms (un Angstrom correspond en gros à la taille d’un atome d’hydrogène, ou 10-10 mètre), tandis que la longueur d’onde d’un faisceau de neutrons n'est que de un à quatre Angstroms. Autrement dit, si vous pouviez utiliser un rayon de « lumière » neutron, vous pourriez voir des détails plusieurs milliers de fois plus petits que ceux qu’on peut voir à la lumière ordinaire. Et au fait, c’est par exemple la longueur d’onde plus courte des rayons X qui leur donne le pouvoir de pénétrer au cœur des choses et de révéler des détails invisibles à la lumière normale.
D’après Brockhouse, la vertu des neutrons, c’est qu’ils nous permettent d’en savoir beaucoup sur un matériau en utilisant un faisceau de neutrons. Il est possible de calculer la distance entre les atomes et l’angle des liens entre eux, la force et l’énergie de ces liens atomiques, et de nombreuses autres choses encore. » Toutes ces informations sont très utiles et peuvent être utilisées lors du travail avec le métal, les roches, les gemmes et autres matériaux solides. Mais au bout du compte, Brockhouse essayait juste de satisfaire sa curiosité humaine naturelle; il voulait savoir de quoi sont faites les choses et à quoi ressemble l’intérieur d’une roche.

## Distinctions
Il partage avec Clifford Shull le prix Nobel de physique de 1994 « pour des contributions pionnières aux techniques de diffusion des neutrons servant à l'étude de la matière condensée [...] pour le développement de la spectroscopie des neutrons ». 

### Décorations
- Compagnon de l'Ordre du Canada Il est fait officier en 1982, et est promu Compagnon en 1995.
- Médaille du centenaire du Canada en 1966[2]
- Médaille du jubilé d'argent d'Élisabeth II en 1977[2]

### Prix et récompenses
- 1962 : Prix Oliver-E.-Buckley de la Société américaine de physique[2]
- 1973 : Médaille Henry Marshall Tory de la Société royale du Canada[3]
- 1994 : Prix Nobel de physique avec Clifford Shull

### Sociétés savantes
- Membre de la Société royale du Canada
- Membre étranger de l'Académie royale des sciences de Suède
- Fellow de la Royal Society de Londres

### Honneurs
- En octobre 2005, lors du 75e anniversaire de l'Université McMaster à Hamilton, Ontario, University Avenue (l'une des rues du campus), fut rebaptisée Brockhouse Way en son honneur.
- La médaille Brockhouse, crée en 1999 en son honneur par l'Association canadienne des physiciens et physiciennes est remise pour des réalisations exceptionnelles en physique de la matière condensée et matériaux.